# Eva M. Paar

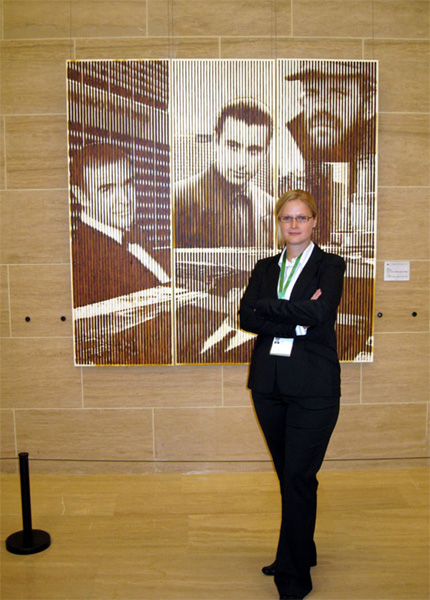
Eva M. Paar vor ihrem Werk „Investigator“ bei der 4. Internationalen Kunstbiennale Peking, 2010

Eva Maria Paar (* 16. August 1977 in Zell am See / Salzburg) ist eine Malerin und Fotografin aus Österreich.

## Leben
Die Autodidaktin Eva Maria lebt und arbeitet in Linz. Seit der Erkrankung an MS im Jahr 2001 hat die Künstlerin ihren Lebensmittelpunkt ganz auf die Malerei und Fotografie verlegt.

## Werk

### Figurative Ölbilder
Eva M. Paar stellt Menschen oder abstrahierte Figuren durch ein Zusammenspiel von parallelen, unterschiedlich breiten Linien dar. Diesen Stil hat die Künstlerin den Namen „gelöste Gestaltung“ gegeben. Die dargestellten Menschen und Szenen lösen sich nicht nur durch Linien auf, verschiedene, aber nahe beieinander liegende Farbabstufungen unterstützen den realistischen Effekt aus der Distanz. Sie lassen genauere Konturen sowie Schatten entstehen.

### 35-mm-Film-Fotografie
Im Gegensatz zur „gelösten Gestaltung“ werden im zweiten Tätigkeitsbereich der Künstlerin, der 35-mm-Kleinbildfotografie (meist schwarz-weiß) realistische Objekte wie Bäume sehr unreal abgebildet. Durch die Mehrfachbelichtung des Films entwickeln die Motive einerseits ein sehr mysteriöses bzw. fremdartiges Dasein, wobei andererseits dieser Effekt durch die Transformation in die digitale Welt noch verstärkt wird. Bei einigen Objekten kommen allein durch die Digitalisierung eigenwillige Farben zum Vorschein, bei anderen wird dieser Effekt durch geringe digitale Nachbearbeitung verstärkt.

### Werke (Auswahl)

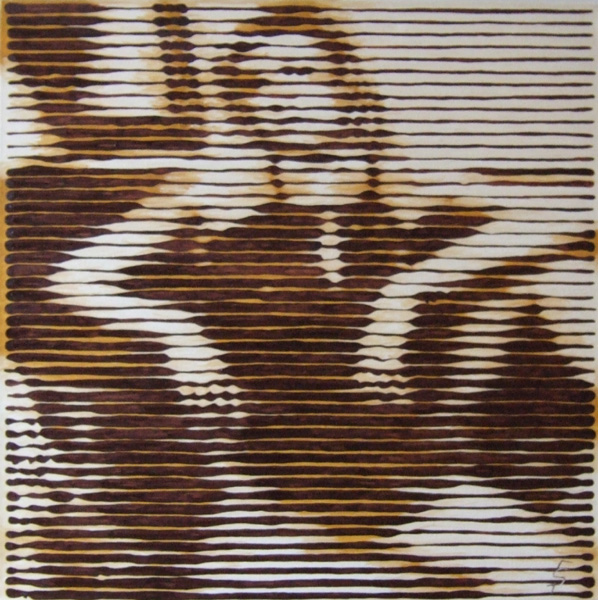
Relaxed, Öl auf Leinwand, 2006
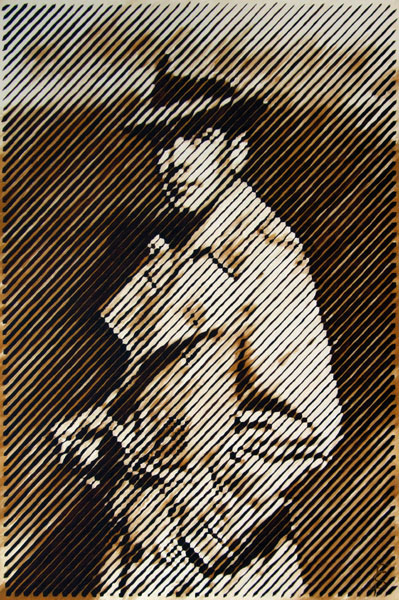
Undertow, Öl auf Leinwand, 2007
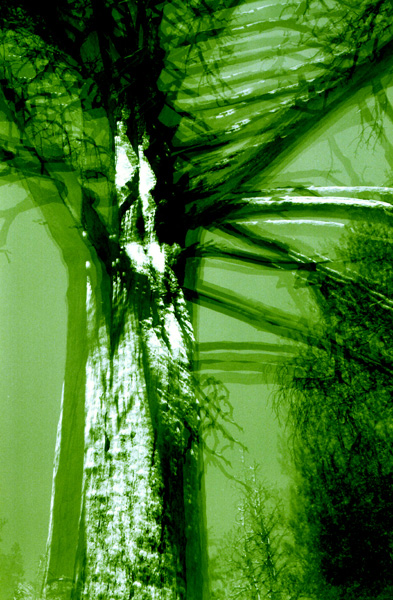
Tree, 35-mm-SW-Mehrfachbelichtung – digital eingefärbt, 2007
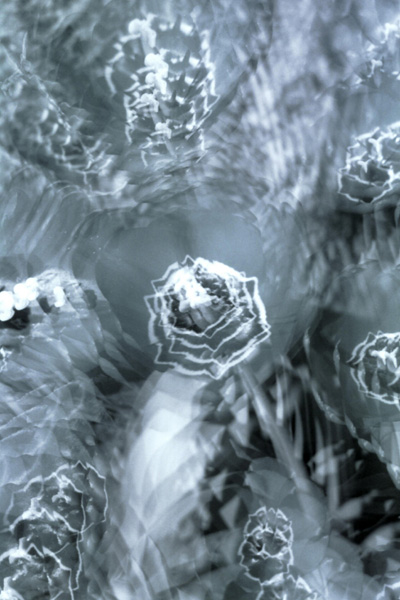
Flower, 35-mm-SW-Mehrfachbelichtung – digital eingefärbt, 2008

## Ausstellungen (Auszug)
- 2010 4te Beijing International Art Biennale[2]
- 2008 Parkdale Gallery – Einzelausstellung / Ottawa (Kanada)[3]
- 2007 Galerie Artodrome / Forchheim, (Deutschland)[4]
- 2006/07 Galerie der Mitte / Linz – Einzelausstellung (Österreich)[5]